# Humphreysella
Humphreysella is een geslacht van kreeftachtigen uit de klasse van de Ostracoda (mosselkreeftjes).

## Soorten
- Humphreysella bahamensis (Kornicker & Iliffe, 1989)
- Humphreysella baltanasi (Kornicker in Humphreys, Kornicker & Danielopol, 2009)
- Humphreysella elizabethae (Kornicker & Iliffe, 1992)
- Humphreysella exuma (Kornicker & Iliffe, 1998)
- Humphreysella kakuki (Kornicker & Iliffe, 2000)
- Humphreysella mexicana (Kornicker & Iliffe, 1989)
- Humphreysella orghidani (Danielopol, 1972)
- Humphreysella palmeri (Kornicker, Iliffe & Harrison-Nelson, 2007)
- Humphreysella phalanx (Kornicker & Iliffe, 1995)
- Humphreysella styx (Kornicker & Iliffe, 1989)
- Humphreysella wilkensi (Hartmann, 1985)